# 青鉛礦
青鉛礦（英語：Linarite）是一種稀有的含銅鉛硫酸鹽礦物，化學式為PbCuSO4(OH)2，擁有非常強烈的藍色。它由方鉛礦和黃銅礦等硫化銅礦物氧化而成。青鉛礦以單斜棱柱形到板狀晶體和不規則團塊的形式出現。它容易與藍銅礦混淆，但不會像藍銅礦那樣與稀鹽酸發生反應。它的莫氏硬度為2.5，比重為5.3-5.5。
青鉛礦於1822年首次被發現。它以西班牙Linares高原命名。它與水膽礬、鉛礬、鉛綠礬、硫碳铅石、白鉛礦、孔雀石和異極礦共生。

## 圖集

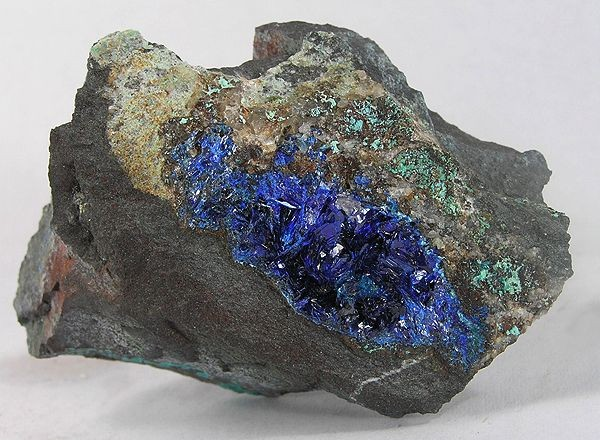
強烈鈷藍色的青鉛礦晶體，來自美國加利福尼亞州因約縣達爾文區達爾文
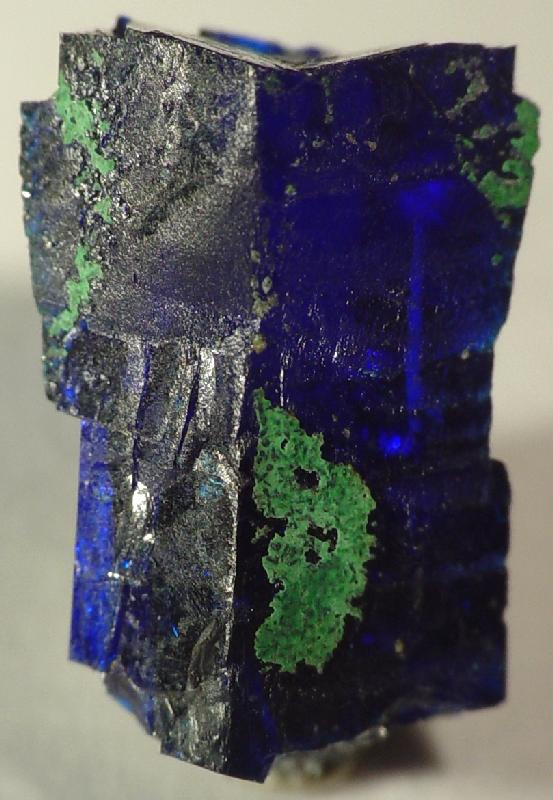
带有孔雀石的青鉛礦，來自美國新墨西哥州索科羅縣漢森堡區布蘭查德礦（尺寸：1.1 x 0.8 x 0.4 cm）
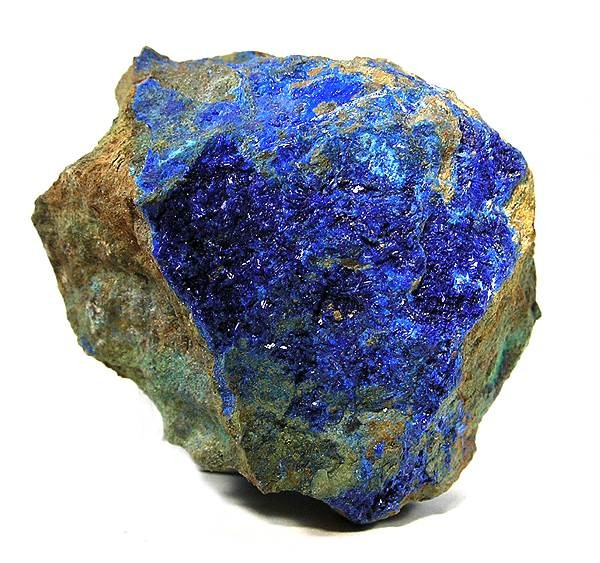
青鉛礦和铅绿矾，來自美國加利福尼亞州埃爾多拉多縣貝克（尺寸：5.4 x 5.2 x 3.2 cm）
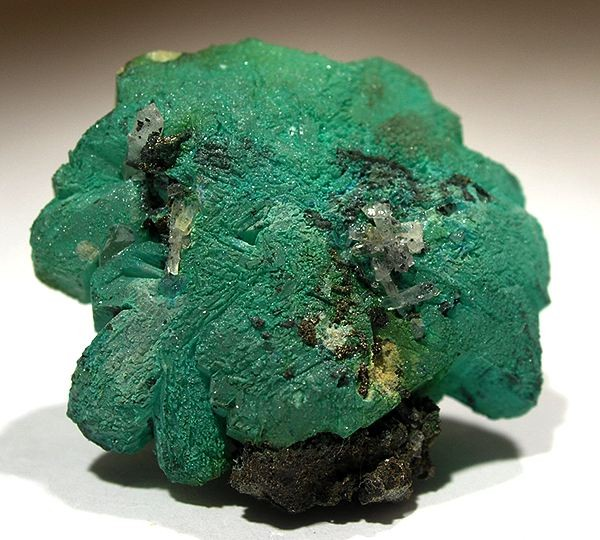
不尋常的白鉛礦，孔雀石和青鉛礦的微晶賦予其表面豐富的藍綠色

## 外部連結
- Mineral galleries